# Contee tradizionali del Galles
Il Galles ha tredici contee tradizionali (o vice contee) con ruoli culturali e geografici importanti per la continuità e l'armonia territoriale della regione che sono state la base del governo locale dal 1888 al 1974 (sono state poi sostituite dalle contee preservate dal 1974 al 1996 e dalle attuali contee).
Le vice contee sono ancora usate per i censimenti per una maggiore comodità nei confronti statistici fra le aree della regione nel tempo.
La zona del Monmouthshire non è stata legalmente parte del Galles fino al 1974, anche se veniva considerata ugualmente.
Esiste una disputa su alcuni confini delle contee, presente anche in Inghilterra, dovuta ad un atto parlamentare del 1844 teso a diminuire il numero di enclave di dubbia interpretazione. Una di queste è Welsh Bicknor, enclave del Monmouthshire fra Gloucestershire e Herefordshire, geograficamente parte dell'Inghilterra.
| 1. Monmouthshire (Sir Fynwy)2 2. Glamorgan (Sir Forgannwg o Morgannwg)3 3. Carmarthenshire (Sir Gaerfyrddin)1 4. Pembrokeshire (Sir Benfro)3 5. Cardiganshire (Sir Aberteifi o Ceredigion)1 6. Brecknockshire (Sir Frycheiniog)2 7. Radnorshire (Sir Faesyfed)2 8. Montgomeryshire (Sir Faldwyn)2 9. Denbighshire (Sir Ddinbych)2 10. Flintshire (Sir y Fflint)1 11. Merionethshire (Sir Feirionnydd o Meirionnydd)1 12. Caernarvonshire (Sir Gaernarfon)1 13. Anglesey (Sir Fôn)1 |

Note:

1. Contee istituite nel 1282, dopo la conquista di Edoardo I.

2. Contee istituite nel 1535, con le Laws in Wales Acts 1535-1542, che convertivano le signorie restanti nelle Welsh Marches in contee.

3. Il contaado di Pembroke e la signoria di Glamorgan precedono la conquista edoardiana.